# Jennifer Lien
Jennifer Lien (Chicago, Illinois, 24 augustus 1974) is een Amerikaans actrice. Ze is gehuwd met regisseur Phil Hwang.

## Carrière
Lien is vooral bekend uit de televisieserie Star Trek: Voyager, waar ze gedurende de eerste drie seizoenen de rol van Kes speelde. Met de komst van actrice Jeri Ryan in september 1997 verdween Lien uit de serie. Ze was nog te zien in de eerste twee afleveringen van het vierde seizoen, om in 2000 nog voor één aflevering (Fury) terug te keren. Eerder speelde ze in de soapserie Another World.
Ze is tevens stemacteur en werkte mee aan animatieseries en films zoals De Leeuwenkoning II: Simba's trots en Men in Black: The Series. In 2002 kreeg ze haar eerste kind en vanaf deze periode werd het stil rond haar.

## Persoonlijk leven
Sinds 2012 is Lien regelmatig opgepakt voor het veroorzaken van auto-ongelukken, geweldsdelicten en exhibitionisme. Ze is hierbij door de rechter opgedragen zichzelf te laten behandelen voor haar gedrag.

## Filmografie
- Gemeinsame Normdatei: 1126605263
- International Standard Name Identifier: 0000 0000 5165 3870
- Library of Congress Control Number: no00077375
- Virtual International Authority File: 48776323
- WorldCat: E39PBJj8XjmmHQpFfccWPKvj4q